# 나가노 마모루
나가노 마모루(일본어: 永野護, 1960년 1월 21일 ~)는 일본의 만화가, 메카닉 디자이너이다. 교토부 마이즈루시 출신으로 다쿠쇼쿠 대학을 중퇴했다. 1983년 선라이즈에 입사해 중전기 엘가임의 메카닉 디자인과 캐릭터 디자인을 맡았다. 그 외에도 다수의 애니메이션, 게임에 참가했다. 만화 작품으로는 1986년 4월부터 애니메이션 잡지 뉴타입에 연재중인 파이브 스타 스토리 및 풀 포 더 시티 등이 있다. 2012년 말에는 원작, 감독, 각본, 콘티, 원화 등을 맡은 애니메이션 《고딕메이드 - 꽃의 시녀 -》(GOTHICMADE ゴティックメード-花の詩女-)가 개봉될 예정이다.

## 같이 보기
- 무버블 프레임